# Marronnage (zoologie)
 (mai 2010).
Si vous disposez d'ouvrages ou d'articles de référence ou si vous connaissez des sites web de qualité traitant du thème abordé ici, merci de compléter l'article en donnant les références utiles à sa vérifiabilité et en les liant à la section « Notes et références ».
Pour les articles homonymes, voir Marronnage.

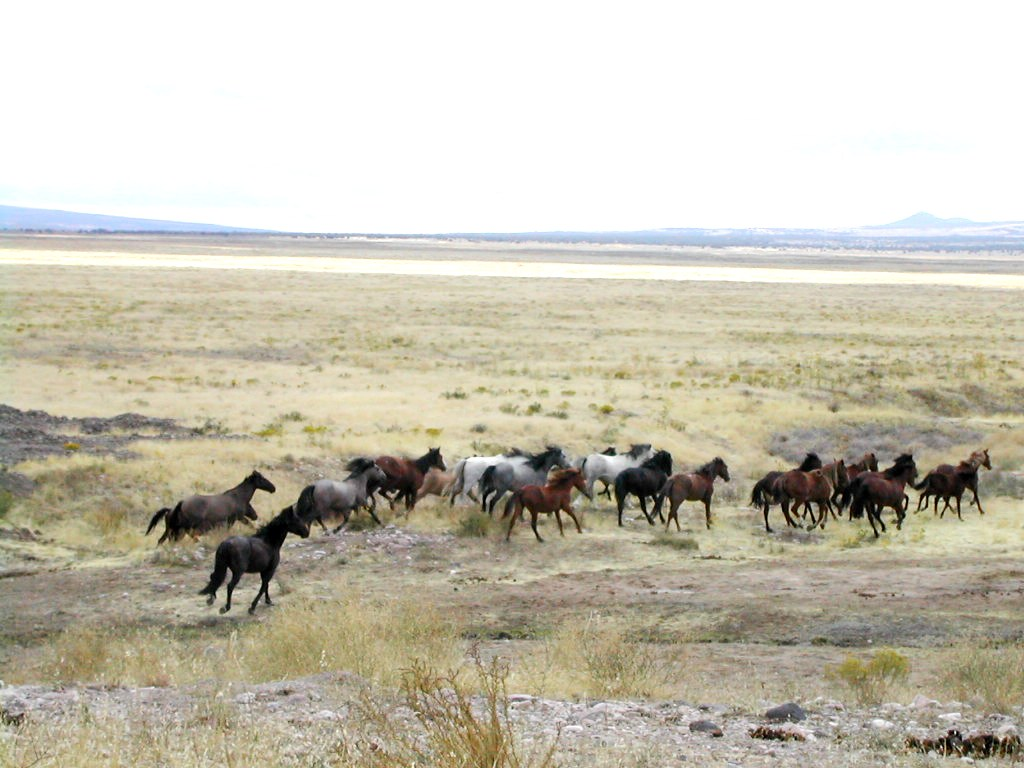
Un groupe de mustangs dans l'Utah.

Le marronnage, marronage, ou sa graphie ancienne maronage, aussi appelé féralisation, est l'évolution d'animaux domestiques partiellement ou totalement vers l'état sauvage après avoir été abandonnés ou s'être échappés. On parle alors d'un animal marron ou féral.
Par métonymie le terme désigne également, en Amérique, aux Antilles et dans les Mascareignes, la fuite  d'un esclave (on parlait de nègres marrons), généralement vers une zone difficile d'accès,.

## Variantes

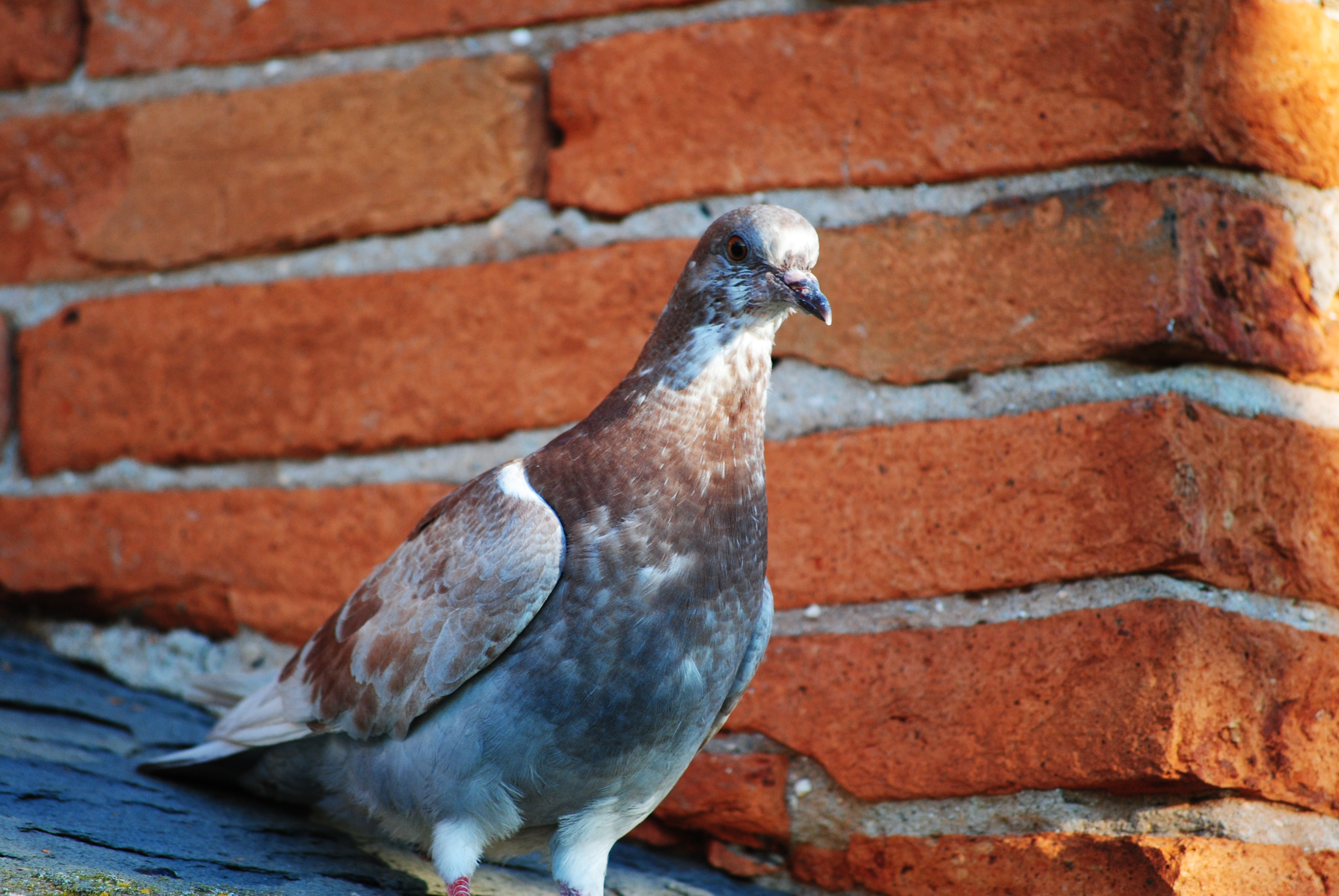
Ce pigeon des villes a un phénotype différent du pigeon biset sauvage.

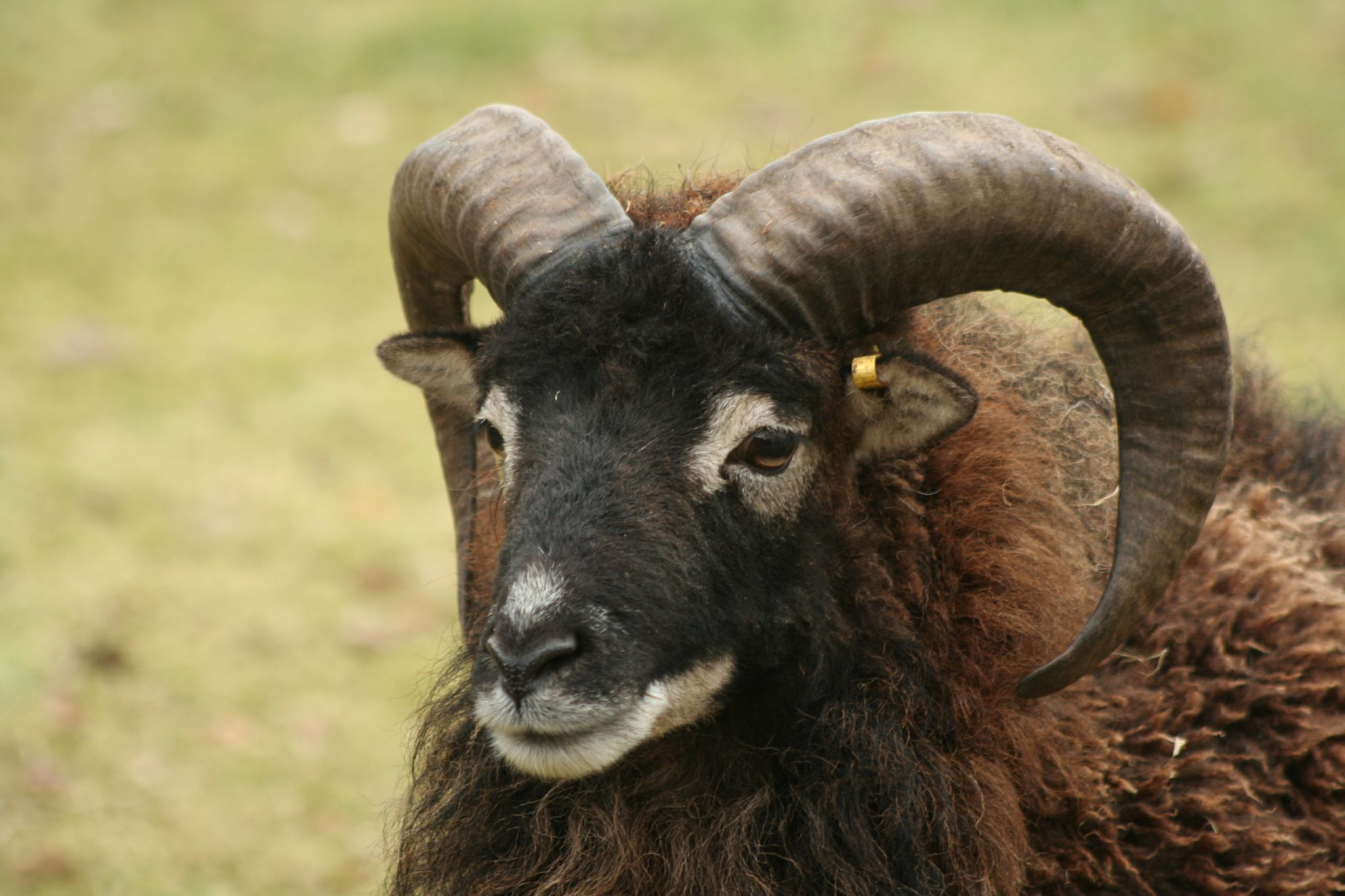
Mouton de Soay, Saint-Kilda en Écosse ; la population de moutons de cette petite île était depuis plusieurs siècles l'objet de chasses occasionnelles plutôt que d'élevage.

Les animaux domestiques échappés ou relâchés peuvent former des groupes vivant hors du contrôle direct de l'homme, mais réalimentés par de nouvelles recrues venues des populations domestiques. C'est fréquemment le cas d'animaux en zone urbaine ou rurale (chat haret, chien paria, mustang, cheval sauvage irlandais, dingo australien…). Ces animaux ou leur progéniture peuvent être à nouveau adoptés par l'homme (chat haret ou chien). Il peut donc y avoir des échanges entre la population « marronnée », la population domestique et les populations sauvages les plus proches génétiquement (par exemple entre le chien errant, le chien domestique et le loup).
Dans le cas des abeilles, l'essaimage permet à des abeilles d'élevage d'adopter un logement naturel, et à l'inverse, un apiculteur peut capturer un essaim provenant d'une ruche sauvage. En dehors des lignées dont la reproduction et la sélection sont étroitement contrôlées, les abeilles sauvages et domestiques d'une région ne forment donc qu'une population.
Certaines espèces forment des populations sauvages issues d'animaux domestiques, tout en gardant une grande proximité commensale avec l'homme (on parle aussi de synanthropie) : c'est le cas des pigeons biset des villes. Les pigeons étaient massivement utilisés comme moyen de communication avant l'apparition des communications postales, leur caractère domestique subsiste ainsi qu'une diversité de coloris qu'on ne retrouve pas chez le pigeon biset sauvage. Ce qui n'exclut pas une colonisation d'espaces moins anthropisés (observée notamment en Grande-Bretagne pour cette espèce : des pigeons de ville issus d'animaux domestiques s'installent sur les falaises en zone rurale).
Le cas le plus typique est celui de populations vivant dans des espaces très peu anthropisés, et dont le lien avec l'homme se réduit à des captures éventuelles ou à la chasse. C'est fréquemment le cas des chevaux, des chèvres, et c'est celui des dromadaires australiens. Cela n'exclut pas que les animaux capturés soient élevés à nouveau comme animaux domestiques.
Enfin il y a des marronnages très anciens, dont on a perdu la mémoire, l'espèce étant par conséquent souvent considérée comme sauvage sans restriction. Le mouflon corse par exemple a été introduit sur l'île à l'état domestique, ainsi que très probablement le dingo en Australie.

## Prédispositions spécifiques
Les espèces pour lesquelles le marronnage est le plus fréquemment observé, sont notamment le cheval, observé sur les cinq continents, la chèvre sur de nombreuses îles, en Australie, le porc et le chat (on utilise pour cette espèce l'expression chat haret). Ces espèces semblent s'adapter sans délai à la vie sauvage.

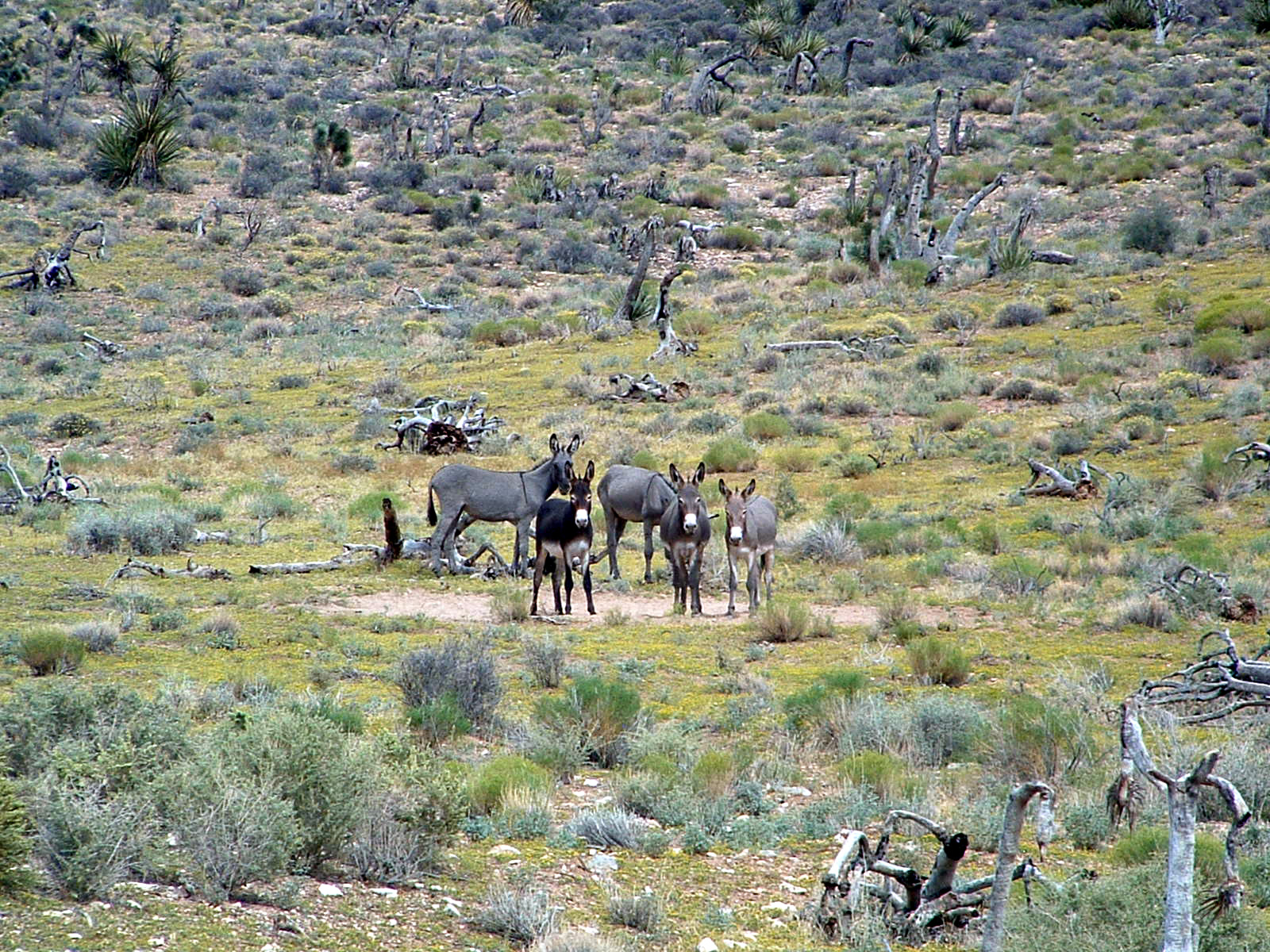
Ânes marrons au Nevada.

Certaines espèces révèlent aussi, en plus de l'aptitude à la vie sauvage conservée durant la période domestique, l'adaptation aux climats dont elles sont originaires avant leur domestication : c'est le cas du dromadaire en Australie, mais aussi de l'âne en climat désertique, dans ce même pays ainsi que dans certaines régions des États-Unis comme la vallée de la Mort. Des chameaux (dromadaires) vivent librement en troupeaux de plusieurs centaines de têtes dans la région du Sahel où ils transhument au gré des pluies. C'est aussi le cas en climat tropical de la pintade (aux Caraïbes) et de la poule ; celle-ci s'observe entre autres en Floride, Polynésie française, à La Réunion, ou à Hawaï.
Le marronnage ayant été observé chez la plupart des espèces domestiques, il est intéressant d'observer celles pour lesquelles il est plus rare ou impossible.
Les populations sauvages de bœufs ne sont pas exceptionnelles, comme sur l'île Amsterdam ; elles ont été très importantes en Amérique du Sud où sur certains territoires, le bétail a précédé les éleveurs.
Il y a plusieurs populations de moutons marrons, mais on peut observer chez cette espèce des difficultés ; notamment, la laine des moutons ne tombant pas, elle peut devenir gênante pour les animaux, voire empêcher leur reproduction.
Le succès du marronnage dépend du type des animaux (de races plus ou moins rustiques) mais surtout de l'écologie du milieu où ils s'introduisent (concurrents, prédateurs…), ce dernier paramètre étant souvent favorable sur des îles.
Le chien semble ne pas former facilement de populations réellement indépendantes de l'être humain, en dehors du cas du dingo qui est peut-être arrivé en Australie à un degré de domestication moindre que celui des chiens domestiques contemporains.
Les organismes chargés du contrôle des espèces introduites et invasives en Australie ne mentionnent pas le furet[réf. souhaitée]. Celui-ci n'a formé aucune population sauvage notable dans ce pays de marronnage par excellence. Il semble qu'il ne soit fait mention de furets marrons qu'en Nouvelle-Zélande, où cette espèce est notée comme invasive. Elle y a été introduite délibérément pour le contrôle des populations de lapins mais, après des tentatives sans succès, les animaux introduits étaient en réalité issus d'hybridations avec le putois, ce qui a pu favoriser voire rendre possible leur marronnage.
Des populations de coqs, poules et poulets redevenus sauvages (en) existent notamment sur les îles Kauai,.
Il semble n'y avoir finalement qu'une seule espèce domestique animale pour laquelle le marronnage serait impossible : le ver à soie. En effet, le bombyx du murier est inconnu à l'état sauvage ; il résulte de la sélection par élevage appelé sériciculture.

## Analogie avec l'homme
Une des définitions généralement acceptées pour désigner les esclaves en fuite, renvoie au terme espagnol cimarrón (retourné à l'état sauvage, terre recouverte de broussaille...), traduit par marron en français, et utilisé en premier par les Espagnols dans le monde amérindien.
Toutefois, pour les médiévistes, cimarron ne convient pas pour désigner l’esclave qui s'est réfugié dans la nature. Ils établissent le lien entre le terme marronnier, employé couramment au XIVe siècle pour désigner les guides de montagne et porteurs dans les Alpes, marroner : « faire le pirate » et marron (latrone) : « voleur ». Le mot marron s'est retrouvé dans la langue romane puis française pour désigner les animaux domestiques retournés à l’état sauvage.
Aux XVIIe et XVIIIe siècles, l'analogie s'est faite entre les animaux en errance et les esclaves, qualifiés de nègres marrons, qui s’enfuyaient de la propriété de leur maître pour se réfugier dans la nature.

## Pérennité
Les marronnages non pérennes ne laissent par nature pas de trace. La pintade par exemple s'échappe facilement ; elle ne forme pas de population sauvage en Europe.
Qu'une espèce soit prédisposée à la fuite ou non, qu'elle paraisse très dépendante de l'homme, le critère final du succès du marronnage est la pérennité des populations formées. Celle-ci dépend de leur capacité à s'établir et à se reproduire dans le nouvel environnement. Les populations marronnes durables s'observent fréquemment après leur introduction dans des régions où elles trouvent leur niche écologique vacante, ou occupée par des espèces indigènes qui semblent moins compétitives. On parle alors d'espèces invasives. À ce propos, le cas des Îles Kerguelen est très représentatif, notamment pour les introductions successives des lapins, puis des chats. D'autres exemples sont maîtrisés avec plus ou moins de succès : les chèvres de l'Île Europa ou les bovins de l'Île Amsterdam, mais parfois les populations doivent être éradiquées comme les moutons des Îles Campbell.
Les chevaux sauvages aux États-Unis (mustangs) se sont maintenus jusqu'à présent tandis que les populations marronnes de vaches qui ont été importantes notamment en Amérique du Sud n'ont pas duré, probablement en raison de leur valeur plus élevée. Lorsqu'une espèce issue de marronnage est établie dans un territoire et n'a plus de lien direct avec l'homme, sa pérennité semble ne dépendre que de ce dernier, qui peut dans certains cas l'éliminer involontairement par excès de chasse, ou bien recapturer les animaux pour leur valeur propre ou par une volonté d'éradication pour des motifs économiques ou écologiques.

## Nuisances et intérêts

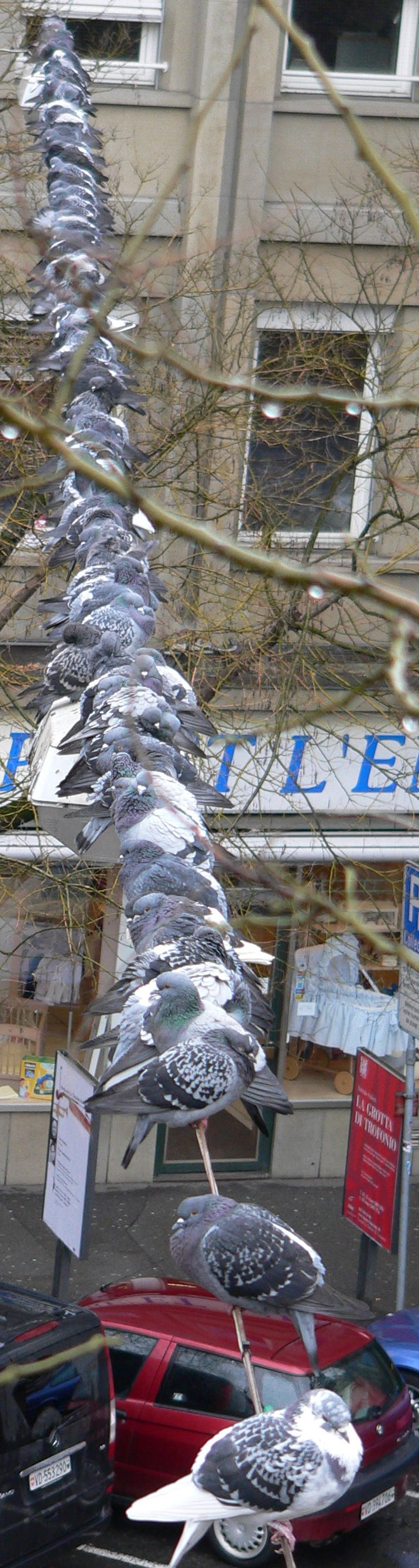
Le Pigeon biset reste proche des humains.

- Nuisances écologiques : Les populations issues de marronnage qui colonisent un milieu peuvent avoir un impact important sur l'écosystème : par prédation (plantes ou animaux) ou par concurrence avec les espèces indigènes. Elles constituent une part importante des espèces invasives, et rejoignent donc cette problématique.

- Pollution génétique, lorsque les animaux sauvages s'hybrident avec des animaux d'origine domestique. On cite les cas du canard colvert, du sanglier, du pigeon biset, du coq sauvage (Gallus gallus) mais également de la carpe et plus récemment du saumon. On note même le cas du dingo, lui-même issu de marronnage lointain, qui s'hybride avec des chiens d'origine européenne. Est-ce que ce phénomène compromet définitivement la pureté d'une espèce sauvage ? Dans le cas du canard colvert, par exemple, le phénomène est ancien : on considère qu'il n'y a plus de représentant de l'espèce qui n'ait aucun ancêtre domestique. Cette espèce n'est pourtant pas mise en péril par cette contamination.

- Nuisances économiques : Il s'agit typiquement de la concurrence qu'exercent ces animaux marrons sur les pâturages d'animaux d'élevage, et les dégradations qu'ils peuvent causer aux clôtures, aux points d'eau, voire au sol et à la végétation par surpâturage. C'est le cas des chevaux en région d'élevage bovin aux États-Unis, et des chèvres en région d'élevage ovin en Australie. On note également la gêne que peut occasionner à l'éleveur la présence de congénères sauvages de ses propres animaux ; leur présence et leurs cris excitent les animaux domestiques et les poussent à s'évader, puis ils sont entraînés par le groupe sauvage plutôt que de rester à proximité : pintades en Afrique, chevaux. Enfin, on reproche parfois à ces populations leur rôle de réservoir d'infections transmissibles aux animaux domestiques.

- Intérêt économique : Les animaux marrons peuvent être chassés ou capturés et constituent ainsi une ressource importante. Ce fut le cas des mustangs capturés et expédiés en grand nombre en Europe pour la remonte des armées, jusqu'à la Première Guerre mondiale incluse. C'est encore le cas de nos jours des chèvres et dromadaires marrons australiens, capturés et exportés pour leur viande, ou également vendus comme animaux vivants pour les seconds. Les animaux ont pu à certaines époques être délibérément relâchés sur des îles dans le but de constituer une ressource au bout de quelques années.

- Intérêt scientifique : Les populations d'animaux marrons sont des sujets d'études très riches en matière de dynamique des populations, d'écologie et de comportement à l'état sauvage (éthologie) d'espèces connues principalement à l'état domestique. Leur observation peut être riche d'enseignements pour les éleveurs ou détenteurs de leurs congénères domestiques.

- Intérêt patrimonial : Les populations marronnes ont conservé ou développé des caractéristiques qu'on ne retrouve pas toujours chez leurs congénères domestiques. Elles forment donc des races (rustiques) constitutives de la biodiversité domestique. Ces races méritent donc souvent d'être préservées, que ce soit dans le milieu où elles sont installées ou à l'état domestique après recapture. Les espèces marronnes visées par des programmes d'éradication en Australie ou en Nouvelle-Zélande font l'objet d'inventaire de leur intérêt patrimonial pour leur sauvegarde le cas échéant (moutons, ânes, chevaux…). Les mustangs américains ont été protégés à partir de 1971 de l'abattage massif, au titre d'emblèmes de l'histoire de l'Ouest américain.

- Intérêt zootechnique : Ces races, particulièrement bien adaptées à leur milieu, constituent une ressource génétique pour l'élevage, spécialement pour l'élevage extensif, .